# Руен-Норанда
Руен-Норанда (фр. Rouyn-Noranda) — місто у адміністративному регіоні Абітібі-Теміскамінг провінції Квебек (Канада).

## Освіта
У місті діє філіалодин з кампусів Квебекського університету у Абітібі-Теміскамінг

## Українська громада
В місті діє українська церква Царя Христа УГКЦ .